# Xelhua

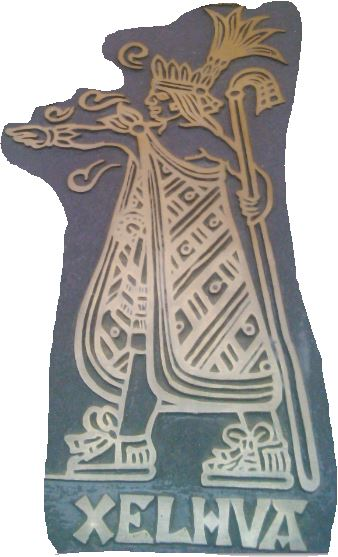
Représentation sur le site de la Grande Pyramide de Cholula

Dans la mythologie aztèque, Xelhua, est un Géant, qui habitait sur la terre pendant le déluge Atonatiuh, dans la montagne appelée Cholollan. Il est un des géants fondateurs mythiques de villes aztèques, entre les villes fondées par lui furent Cuauquechollan, Itzocan, Epatlan, Teopantlan, Tehuacan, Cuzcatlan, Teotitlan.